# Linie 7 (Metro Delhi)
| Spurweite: | 1435 mm (Normalspur) |                                        |                                   |
| |                      |                                        |                                   |
| \| \| \| Mukundpur Depot \| \| \| \| \| Majlis Park \| \| \| \| \| Ring Road \| \| \| \| \| Azadpur Gelb/Linie 2 \| \| \| \| \| Shalimar Bagh \| \| \| \| \| Netaji Subhash Place Rot/Linie 1 \| \| \| \| \| Shakurpur \| \| \| \| \| Rohtak Road/NH-10 \| \| \| \| \| Grün/Linie 5 \| \| \| \| \| Punjabi Bagh West \| \| \| \| \| ESI Hospital \| \| \| \| \| Rajouri Garden Blau/Linie 3 \| \| \| \| \| Najafgarh Road \| \| \| \| \| Mayapuri \| \| \| \| \| Naraina Vihar \| \| \| \| \| Delhi Cantonment \| \| \| \| \| National Highway 8 \| \| \| \| \| Orange/Airport Express \| \| \| \| \| Durgabai Deshmukh South Campus \| \| \| \| \| Moti Bagh \| \| \| \| \| Bhikaji Cama Place \| \| \| \| \| Sarojini Nagar \| \| \| \| \| I.N.A. Gelb/Linie 2 \| \| \| \| \| South Extension \| \| \| \| \| Lajpat Nagar Violett/Linie 6 \| \| \| \| \| Vinobapuri \| \| \| \| \| Ashram \| \| \| \| \| Hazrat Nizamuddin \| \| \| \| \| Ring Road \| \| \| \| \| Yamuna Fluss \| \| \| \| \| Mayur Vihar-I Blau/Linie 3 \| \| \| \| \| Mayur Vihar Pocket 1 \| \| \| \| \| Unterbrechung (fehlendes Land) \| \| \| \| \| Trilokpuri - Sanjay Lake \| \| \| \| \| East Vinod Nagar - Mayur Vihar-II \| \| \| \| \| Mandawali - West Vinod Nagar \| \| \| \| \| I.P. Extension \| \| \| \| \| Anand Vihar Blau/Linie 4 \| \| \| \| \| Karkarduma Blau/Linie 4 \| \| \| \| \| Karkarduma Court \| \| \| \| \| Krishna Nagar \| \| \| \| \| East Azad Nagar \| \| \| \| \| Welcome Rot/Linie 1 \| \| \| \| \| Grand Trunk Road \| \| \| \| \| Jaffrabad \| \| \| \| \| \| \| \| \| \| Maujpur - Babarpur \| \| \| \| \| Verlängerung Richtung Mukundpur \| \| \| \| \| \| \| \| \| \| Gokulpuri \| \| \| \| \| Bundesstaatsgrenze Delhi/Uttar Pradesh \| \| \| \| \| Johri Enclave \| \| \| \| \| Shiv Vihar \| \| |                      |                                        |                                   |
| |                      | Mukundpur Depot                        |                                   |
| U-Bahn-Bahnhof |                      | Majlis Park                            | Majlis Park                       |
| |                      | Ring Road                              |                                   |
| U-Bahn-Turmbahnhof mit Tunnelstrecke (im Tunnel) |                      | Azadpur Gelb/Linie 2                   | Azadpur Gelb/Linie 2              |
| U-Bahn-Bahnhof (im Tunnel) |                      | Shalimar Bagh                          | Shalimar Bagh                     |
| U-Bahn-Turmbahnhof (im Tunnel) |                      | Netaji Subhash Place Rot/Linie 1       | Netaji Subhash Place Rot/Linie 1  |
| U-Bahn-Bahnhof |                      | Shakurpur                              | Shakurpur                         |
| |                      | Rohtak Road/NH-10                      |                                   |
| U-Bahn-Kreuzung geradeaus oben |                      | Grün/Linie 5                           | Grün/Linie 5                      |
| U-Bahn-Bahnhof |                      | Punjabi Bagh West                      | Punjabi Bagh West                 |
| U-Bahn-Bahnhof |                      | ESI Hospital                           | ESI Hospital                      |
| U-Bahn-Turmbahnhof |                      | Rajouri Garden Blau/Linie 3            | Rajouri Garden Blau/Linie 3       |
| |                      | Najafgarh Road                         |                                   |
| U-Bahn-Bahnhof |                      | Mayapuri                               | Mayapuri                          |
| U-Bahn-Bahnhof (im Tunnel) |                      | Naraina Vihar                          | Naraina Vihar                     |
| U-Bahn-Bahnhof |                      | Delhi Cantonment                       | Delhi Cantonment                  |
| |                      | National Highway 8                     |                                   |
| U-Bahn-Kreuzung geradeaus oben |                      | Orange/Airport Express                 | Orange/Airport Express            |
| U-Bahn-Bahnhof |                      | Durgabai Deshmukh South Campus         | Durgabai Deshmukh South Campus    |
| U-Bahn-Bahnhof |                      | Moti Bagh                              | Moti Bagh                         |
| U-Bahn-Bahnhof (im Tunnel) |                      | Bhikaji Cama Place                     | Bhikaji Cama Place                |
| U-Bahn-Bahnhof (im Tunnel) |                      | Sarojini Nagar                         | Sarojini Nagar                    |
| U-Bahn-Turmbahnhof mit Tunnelstrecke (im Tunnel) |                      | I.N.A. Gelb/Linie 2                    | I.N.A. Gelb/Linie 2               |
| U-Bahn-Bahnhof (im Tunnel) |                      | South Extension                        | South Extension                   |
| U-Bahn-Turmbahnhof (im Tunnel) |                      | Lajpat Nagar Violett/Linie 6           | Lajpat Nagar Violett/Linie 6      |
| U-Bahn-Bahnhof (im Tunnel) |                      | Vinobapuri                             | Vinobapuri                        |
| U-Bahn-Bahnhof (im Tunnel) |                      | Ashram                                 | Ashram                            |
| U-Bahn-Bahnhof (im Tunnel) |                      | Hazrat Nizamuddin                      | Hazrat Nizamuddin                 |
| |                      | Ring Road                              |                                   |
| |                      | Yamuna Fluss                           |                                   |
| U-Bahn-Turmbahnhof mit Tunnelstrecke |                      | Mayur Vihar-I Blau/Linie 3             | Mayur Vihar-I Blau/Linie 3        |
| U-Bahn-Kopfbahnhof Strecke ab hier außer Betrieb |                      | Mayur Vihar Pocket 1                   | Mayur Vihar Pocket 1              |
| |                      | Unterbrechung (fehlendes Land)         |                                   |
| U-Bahn-Kopfbahnhof Strecke bis hier außer Betrieb |                      | Trilokpuri - Sanjay Lake               | Trilokpuri - Sanjay Lake          |
| U-Bahn-Bahnhof |                      | East Vinod Nagar - Mayur Vihar-II      | East Vinod Nagar - Mayur Vihar-II |
| U-Bahn-Bahnhof |                      | Mandawali - West Vinod Nagar           | Mandawali - West Vinod Nagar      |
| U-Bahn-Bahnhof |                      | I.P. Extension                         | I.P. Extension                    |
| U-Bahn-Bahnhof |                      | Anand Vihar Blau/Linie 4               | Anand Vihar Blau/Linie 4          |
| U-Bahn-Bahnhof |                      | Karkarduma Blau/Linie 4                | Karkarduma Blau/Linie 4           |
| U-Bahn-Bahnhof |                      | Karkarduma Court                       | Karkarduma Court                  |
| U-Bahn-Bahnhof |                      | Krishna Nagar                          | Krishna Nagar                     |
| U-Bahn-Bahnhof |                      | East Azad Nagar                        | East Azad Nagar                   |
| U-Bahn-Bahnhof |                      | Welcome Rot/Linie 1                    | Welcome Rot/Linie 1               |
| |                      | Grand Trunk Road                       |                                   |
| U-Bahn-Bahnhof |                      | Jaffrabad                              | Jaffrabad                         |
| |                      |                                        |                                   |
| U-Bahn-Kopfbahnhof Anfang Hochstrecke · U-Bahn-Bahnhof |                      | Maujpur - Babarpur                     | Maujpur - Babarpur                |
| U-Bahn-Strecke |                      | Verlängerung Richtung Mukundpur        | Verlängerung Richtung Mukundpur   |
| |                      |                                        |                                   |
| U-Bahn-Bahnhof |                      | Gokulpuri                              | Gokulpuri                         |
| |                      | Bundesstaatsgrenze Delhi/Uttar Pradesh |                                   |
| U-Bahn-Bahnhof |                      | Johri Enclave                          | Johri Enclave                     |
| U-Bahn-Kopfbahnhof Ende Hochstrecke |                      | Shiv Vihar                             | Shiv Vihar                        |

Die Linie 7 („Pinke Linie“) ist eine Metrolinie der indischen Hauptstadt Delhi, Indien. Sie ist ein Teil der Netzerweiterung in Phase III. Die Linie verfügt vollständigen Ausbauzustand dieser Phase über 38 Stationen von Majlis Park im Norden Delhis nach Shiv Vihar im Nord-Osten auf der Ostseite der Yamuna. Sie wird dann auch die längste Linie des Netzes sein. Sie verläuft im Wesentlichen entlang der Ring Road und bildet ein „U“ um Delhis Innenstadt. Der meiste Teil ist als Hochbahn konstruiert.
Die Linie 7 wird Umsteigemöglichkeiten zu den meisten anderen bieten, allerdings sind nicht alle Umstiegsbahnhöfe unmittelbar nebeneinander: Der Umstieg von Punjabi Bagh West zur Linie 5 nach Punjabi Bagh ist mit einem Fußweg von etwa 600 m verbunden. Ebenso ist zwischen der Station Dhaula Kuan des Airport Expresses und der Station Durgabai Desmukh South Campus eine Distanz von 1000 m zu überwinden. Hier sind Rollbänder im Bau (voraussichtliche Fertigstellung bis Juli 2018), um den Umstieg zu erleichtern. An dieser Stelle befindet sich auch der höchste Punkt des Metronetzes, wenn die Linie 7 in einer Höhe von 23,6 Metern den Airport Express überquert.

## Geschichte
Der Baufortschritt betrug Ende Dezember 2017 bereits 95,36 %. Die Linie wird in mehreren Schritten in Betrieb genommen. Das erste Teilstück von Majlis Park nach Durgabai Deshmuk South Campus eröffnet am 14. März 2018. Die Delhi Metro Rail Corporation (DMRC) begann die Testläufe zunächst auf dem 6,5 km langen Abschnitt zwischen Shakurpur und Mayapuri bereits am 22. Juni 2017. Die weitere Eröffnung ist nun in mehreren Abschnitten geplant: Zunächst die Verlängerung der bestehenden Linie bis Lajpat Nagar, um die Umsteigebeziehungen zur Linie 2 und 6 herzustellen (geplant Anfang August 2018) sowie die Eröffnung des im östlich der Yamuna gelegenen Abschnitts von IP Extension (oder doch Trilokpuri?) bis Shiv Vihar (geplant Mitte September 2018).  Dies ist möglich, da die Linie über ein zweites Depot in Höhe von IP Estension verfügt, das für den östlichen Abschnitt verwendet werden kann. Der Abschnitt zwischen Lajpat Nagar und Mayur Vihar Pocket 1 soll als letztes im Oktober 2018 folgen.
Für den vollständigen Bau der Metrolinie werden aber noch Grundstücke im Bereich der Station Trilok Puri benötigt, damit die gesamte Strecke verbunden werden kann. Der Landerwerb ist es aber nach wie vor ungewiss, da die Ausgleichszahlungen an die bisherige Bewohner der Grundstücke noch ungeklärt ist. Bis dahin wird die Linie nur in zwei Teilstrecken betrieben werden können.
Züge, die von Majlis Park kommen, werden an der Station Mayur Vihar Pocket 1 gekehrt, während von Shiv Vihar kommend die Züge bis Trilokpuri verkehren werden. Für das fehlende Teilstück von vier Kilometern zwischen Trilok Puri und Vinod Nagar gibt es nach wie vor keine Zeitplanung für die Eröffnung.

### Eröffnungsfortschritt
Der Abschnitt von Moti Bagh bis Lajpat Nagar wurde am 23. Juli 2018 vom Commissioner of Railway Safety inspiziert und nach Korrekturen für den Betrieb freigegeben. Am Montag, dem 29. Juli 2018, kam es nach schwerem Monsunregen zu einer Überschwemmung der Station Bikaji Cama Place, die an der Ring Road liegt. Der dortige Sturmentwässerungskanal konnte das Wasser nicht mehr aufnehmen, so dass es zurückfloss und die Verteilerebene sowie einen Teil der Behnsteigebene knietief unter Wasser setzte. Vor der Station bildete sich ein Bodenkrater, der den Zugang zur Station blockierte. Die entstandenen Schäden sollen bis zum 2. August behoben sein. Die Eröffnung des Abschnitts ist am 6. August 2018 erfolgt.
Der nordöstliche Abschnitt von Shiv Viar bis Trlokpuri ist am 31. Oktober 2018 eröffnet worden, nachdem die Sicherheitsabnahme am 20. Oktober 2018 erfolgt ist. Das dritte Teilstück zwischen Lajpat Nagar und Mayur Vihar Pocket 1 wird am 31. Dezember 2018 eröffnet, nachdem die Sicherheitsabnahme vom 11. bis 13. Dezember durchgeführt wurde. Bis auf das fehlende Teilstück bei Trilokpuri ist dann die gesamte Strecke in Betrieb. Der Landerwerb für die Fehlstelle wurde zwar gerichtlich geklärt, allerdings wurde das Viadukt noch nicht fertig gestellt. Mit einer Vervollständigung wird Mitte des Jahres 2019 gerechnet.

### Betrieb
An der Station Maujpur - Babarpur ist ein vierzügiger Bahnhof entstanden, der bereits die Verlängerung zum Ringschluss Richtung Mukundpur berücksichtigt. Daher enden die Züge von Süden kommend am Bahnsteig 2, der zukünftig für die Züge Richtung Mukundpur über die Yamuna hinweg vorgesehen ist. Zur Weiterfahrt in Richtung Shiv Vihar muss deshalb zu Bahnsteig 3 gewechselt werden, an dem die kurze Strecke im Inselbetrieb zwischen Maujpur und Shiv Vihar betrieben wird. Zwischen den beiden Teillinien gibt es nur eingleisige Betriebstrecken, so dass kein durchgängiger Betrieb zwischen Shiv Vihar und Trilok Puri möglich ist.

## Stationen
| Stationen | Stationen                         | Stationen     | Stationen         | Stationen                                                   | Stationen  |
| #         | Stationsname                      | Stationsname  | Eröffnung         | Umsteigemöglichkeit                                         | Lage       |
| #         | Englisch                          | Hindi         | Eröffnung         | Umsteigemöglichkeit                                         | Lage       |
| --------- | --------------------------------- | ------------- | ----------------- | ----------------------------------------------------------- | ---------- |
| 1         | Mukundpur Depot                   | मुकुंदपुर         | 14. März 2018     | keine                                                       | ebenerdig  |
| 2         | Majlis Park                       | मजलिस पार्क      | 14. März 2018     | keine                                                       | Hochbahn   |
| 3         | Azadpur                           | आजादपुर         | 14. März 2018     | Gelb/Linie 2                                                | Untergrund |
| 4         | Shalimar Bagh                     | शालीमार बाग       | 14. März 2018     | keine                                                       | Untergrund |
| 5         | Netaji Subhash Place              | नेताजी सुभाष प्लेस   | 14. März 2018     | Rot/Linie 1                                                 | Untergrund |
| 6         | Shakurpur                         | शकूरपुर         | 14. März 2018     | keine                                                       | Hochbahn   |
| 7         | Punjabi Bagh West                 | पंजाबी बाग पश्चिम   | 14. März 2018     | ca. 600 m zur Station Punjabi Bagh Grün/Linie 5             | Hochbahn   |
| 8         | ESI - Basaldarapur                | ई एस आई अस्पताल | 14. März 2018     | keine                                                       | Hochbahn   |
| 9         | Rajouri Garden                    | राजौरी गार्डन      | 14. März 2018     | Blau/Linie 3                                                | Hochbahn   |
| 10        | Maya Puri                         | माया पुरी         | 14. März 2018     | None                                                        | Hochbahn   |
| 11        | Naraina Vihar                     | नारायणा विहार      | 14. März 2018     | keine                                                       | Untergrund |
| 12        | Delhi Cantonment                  | दिल्ली कैंट        | 14. März 2018     | keine                                                       | Hochbahn   |
| 13        | Durgabai Deshmukh South Campus    | साउथ कैम्पस      | 14. März 2018     | ca. 1000 m zur Station Dhaula Kuan Orange/Airport Express   | Hochbahn   |
| 14        | Sir M Vishweshwaraiah Moti Bagh   | मोती बाग         | 6. August 2018    | keine                                                       | Hochbahn   |
| 15        | Bhikaji Cama Place                | भीकाजी कामा प्लेस    | 6. August 2018    | keine                                                       | Untergrund |
| 16        | Sarojini Nagar                    | सरोजिनी नगर      | 6. August 2018    | keine                                                       | Untergrund |
| 17        | I.N.A.                            | आई एन ए       | 6. August 2018    | Gelb/Linie 2                                                | Untergrund |
| 18        | South Extension                   | साउथ एक्सटेंशन    | 6. August 2018    | keine                                                       | Untergrund |
| 19        | Lajpat Nagar                      | लाजपत नगर      | 6. August 2018    | Violett/Linie 6                                             | Untergrund |
| 20        | Vinoba Puri                       | विनोबा पुरी        | 31. Dezember 2018 | keine                                                       | Untergrund |
| 21        | Ashram                            |               | 31. Dezember 2018 | keine                                                       | Untergrund |
| 22        | Hazrat Nizamuddin                 | हजरत निजामुद्दीन   | 31. Dezember 2018 | Hazrat Nizamuddin Sarai Kale Khan ISBT                      | Untergrund |
| 23        | Mayur Vihar – I                   | मयूर विहार-१     | 31. Dezember 2018 | Blau/Linie 3                                                | Hochbahn   |
| 24        | Mayur Vihar Pocket 1              | मयूर विहार पॉकेट 1 | 31. Dezember 2018 | keine                                                       | Hochbahn   |
|           |                                   |               |                   | Unterbrechung des Viaduktes wegen fehlenden Lands           |            |
| 25        | Trilok Puri - Sanjay Lake         | त्रिलोक पुरी       | 31. Oktober 2018  | keine                                                       | Hochbahn   |
| 26        | East Vinod Nagar - Mayur Vihar II | विनोद नगर पूर्व   | 31. Oktober 2018  | keine                                                       | Hochbahn   |
| 27        | Mandawali - West Vinod Nagar      | विनोद नगर       | 31. Oktober 2018  | keine                                                       | Hochbahn   |
| 28        | I.P. Extension                    | आईपी एक्सटेंशन    | 31. Oktober 2018  | keine                                                       | Hochbahn   |
| 29        | Anand Vihar                       | आनंद विहार       | 31. Oktober 2018  | Blau/Linie 4 Anand Vihar                                    | Hochbahn   |
| 30        | Karkarduma                        | कड़कड़ डूमा       | 31. Oktober 2018  | Blau/Linie 3                                                | Hochbahn   |
| 31        | Karkarduma Court                  | कड़कड़डूमा कोर्ट    | 31. Oktober 2018  | keine                                                       | Hochbahn   |
| 32        | Krishna Nagar                     | कृष्णा नगर       | 31. Oktober 2018  | keine                                                       | Hochbahn   |
| 33        | East Azad Nagar                   | आजाद नगर पूर्व   | 31. Oktober 2018  | keine                                                       | Hochbahn   |
| 34        | Welcome                           | वेलकम          | 31. Oktober 2018  | Rot/Linie 1                                                 | Hochbahn   |
| 35        | Jaffrabad                         | जाफराबाद         | 31. Oktober 2018  | keine                                                       | Hochbahn   |
| 36        | Maujpur - Babarpur                | मौजपुर          | 31. Oktober 2018  | Anschluss an die verlängerte Linie 7 und Abzweig Shiv Vihar | Hochbahn   |
| 37        | Gokulpuri                         | गोकुलपुरी         | 31. Oktober 2018  | keine                                                       | Hochbahn   |
| 38        | Johri Enclave                     | जौहरी एनक्लेव     | 31. Oktober 2018  | keine                                                       | Hochbahn   |
| 39        | Shiv Vihar                        | शिव विहार        | 31. Oktober 2018  | keine                                                       | Hochbahn   |

## Geplante Erweiterung in Phase IV
Im Rahmen des Phase IV-Projektes (Realisierungszeitraum ca. 2018 bis 2023) soll die Strecke vom Depor in Mukundpur nach Osten entlang der Outer Ring Road über die Yamuna hinweg nach Maujpur verlängert werden. Der Abschnitt von 12,54 Kilometern Länge ist als Hochbahn geplant und verbindet die nordöstlich gelegenen Stadtteile Biharipur, Arvind Nagar, Bhagirathi Vihar und Maujpur mit den nördlich gelegenen Stadtteilen Chandan Vihar und Model Town.
Folgende Stationen sind geplant: Burari Crossing, Jagatpur Village, Surghat, Khajuri Khas, Bhajanpura, Yamuna Vihar und Maujpur. Der Ring der Linie 7 wäre damit geschlossen. Da die Strecke in Nord-Delhi entlang der Outer Ring Road an bisher unbebautem Gebiet entlangführen würde und auch nicht auf das Stadtzentrum ausgerichtet ist, ist der Nutzen fraglich, auch wenn dieser Abschnitt als prioritär in der Phase IV behandelt werden soll. Sinnvoll wird dieser Abschnitt vor allem dann, wenn die geplante RRTS-Strecke Delhi-Panipat (ein S-Bahn ähnliches System in das Umland von Delhi) umgesetzt wird und ein Umsteigepunkt an der Station Burari Crossing entsteht. Dann könnten Fahrgäste von Panipat kommend direkt auf den inneren Metroring umsteigen.